# Andrew, Duke of York

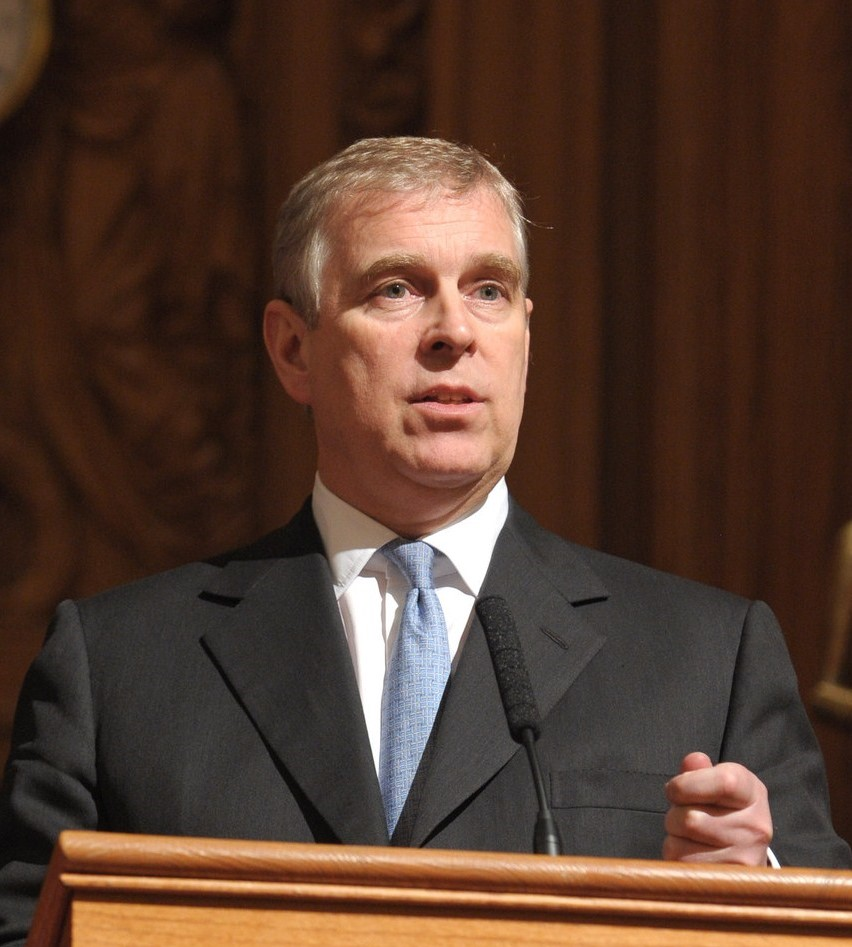
Andrew, Duke of York (2013)

Prince Andrew Albert Christian Edward, Duke of York, genannt Prinz Andrew (* 19. Februar 1960 im Buckingham Palace, London), ist ein Bruder des britischen Königs Charles III. Er ist das dritte Kind und der zweite Sohn von Königin Elizabeth II. und Prinz Philip. Er diente in der Royal Navy und nahm 1982 am Falklandkrieg teil.
Er steht an achter Stelle der britischen Thronfolge. Königin Elizabeth II. verlieh ihm 1986 den Titel Duke of York, als er Sarah Ferguson heiratete. 1996 wurde die Ehe geschieden.
Wegen Verbindungen zum Sexualstraftäter und Pädokriminellen Jeffrey Epstein wurde im Mai 2020 bekanntgegeben, dass Andrew das Königshaus nicht mehr vertrete. Am 13. Januar 2022 gab er „mit Genehmigung und Zustimmung der Königin“ im Zuge einer in New York zugelassenen Klage alle Schirmherrschaften und militärischen Ehrentitel ab. Am 27. April 2022 entzog ihm der Stadtrat von York – per Abstimmung mit zwei Enthaltungen – die 1987 verliehene Ehrenbürgerschaft. Die darüber hinaus gewünschte Aberkennung des Titels Duke of York müsste jedoch durch den Monarchen mit Zustimmung des Parlaments erfolgen.

## Leben

### Kindheit und Jugend
Der Prinz war – seit der Geburt von Prinzessin Beatrice von Großbritannien und Irland (1857–1944) – das erste Kind, das von einer amtierenden britischen Monarchin zur Welt gebracht wurde. Seine beiden älteren Geschwister Charles und Anne wurden vor der Thronbesteigung ihrer Mutter geboren; er hat noch einen jüngeren Bruder, Edward. Er wurde benannt nach seinem Großvater väterlicherseits Andreas von Griechenland. Seit seiner Geburt trug er den Titel His Royal Highness The Prince Andrew. Bis zur Geburt von Prinz William im Jahr 1982 stand er an zweiter Stelle der britischen Thronfolge – hinter seinem Bruder Charles.
Prinz Andrew wurde zunächst von Hauslehrern erzogen und besuchte dann die Heatherdown Preparatory School in der Nähe von Ascot, Berkshire. 1973 wechselte er zur Privatschule Gordonstoun in Morayshire, Schottland, die schon sein Vater und sein Bruder Charles besucht hatten. Nach seinem Abschluss 1979 entschied Andrew sich gegen ein Universitätsstudium und trat in die Royal Navy ein.

### Militärlaufbahn
Andrew absolvierte in der Royal Navy eine Ausbildung zum Sea-King-Hubschrauberpiloten und nahm als solcher 1982 an Bord des Flugzeugträgers Invincible an Kampfhandlungen des Falkland-Krieges teil. Die Regierung Thatcher wollte Andrew zunächst von dem Schiff abziehen und ihn mit anderen Aufgaben betrauen, weil sie den Tod eines Sohnes der Königin fürchtete. Diese bestand jedoch darauf, dass Andrew an Bord der Invincible blieb.
Nach dem Krieg setzte Andrew seine Ausbildung auf anderen Hubschraubermodellen fort. 1984 wurde er zum Lieutenant befördert; seine Mutter ernannte ihn zu ihrem persönlichen Adjutanten (Aide-de-camp). In den nachfolgenden Jahren tat er Dienst als Kampfpilot und Kommandant eines Minensuchbootes. Zum Abschluss seiner militärischen Karriere war er im Verteidigungsministerium tätig. Andrew beendete 2001 seinen aktiven Dienst in der Royal Navy im Rang eines Commanders. Als Reserveoffizier wurde er 2005 zum Honorary Captain und 2010 zum Rear-Admiral befördert.
Er erhielt zahlreiche militärische Ehrentitel und royale Schirmherrschaften, darunter Colonel der Grenadier Guards, Colonel-in-Chief des Small Arms School Corps, Royal Colonel des Royal Regiment of Scotland, Honorary Air Commodore des Royal-Air-Force-Stützpunktes Lossiemouth, Commodore-in-Chief des Fleet Air Arm und Admiral des Sea Cadet Corps. Mitte Januar 2022 entzog die Königin Elisabeth II. ihrem wegen Missbrauchsvorwürfen in den USA verklagten Sohn Andrew alle diese militärischen Ehrentitel und royalen Schirmherrschaften.

### Hochzeit und Scheidung
Als junger Mann geriet der Prinz wegen mehrerer Beziehungen zu „unpassenden“ Frauen, insbesondere zu dem Model Koo Stark, in die Schlagzeilen. Boulevardzeitungen bezeichneten ihn als „Randy Andy“ (etwa „geiler Andy“).

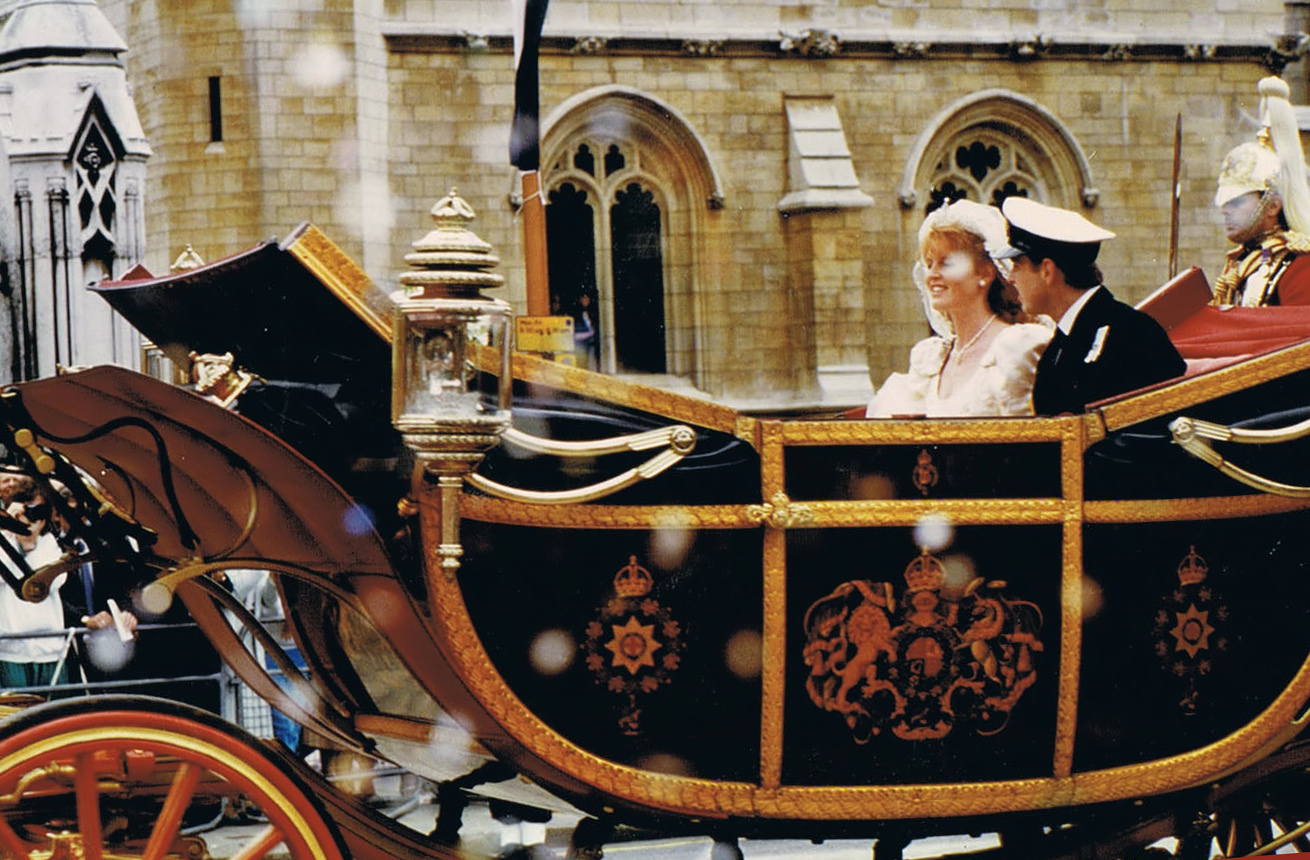
Prinz Andrew und Sarah Ferguson nach ihrer Trauung am 23. Juli 1986

Am 23. Juli 1986 heiratete Prinz Andrew Sarah Ferguson, zweite Tochter des Majors Ronald Ferguson, in der Westminster Abbey. Anlässlich seiner Hochzeit verlieh die Königin ihm die Titel Duke of York, Earl of Inverness und Baron Killyleagh; diese waren zuletzt von seinem Urgroßvater mütterlicherseits, König Georg V., und seinem Großvater mütterlicherseits, König Georg VI., getragen worden.
Andrew und Sarah haben zwei Kinder sowie vier Enkelkinder:
- Beatrice Elizabeth Mary, Mrs. Edoardo Mapelli Mozzi (* 8. August 1988) ⚭ 2020 Edoardo Mapelli Mozzi (* 1983)
  - Sienna Elizabeth Mapelli Mozzi (* 18. September 2021)
  - Athena Elizabeth Rose Mapelli Mozzi (* 22. Januar 2025)
- Eugenie Victoria Helena, Mrs. Brooksbank (* 23. März 1990) ⚭ 2018 Jack Brooksbank (* 1986)
  - August Philip Hawke Brooksbank (* 9. Februar 2021)
  - Ernest George Ronnie Brooksbank (* 30. Mai 2023)

1992 veröffentlichten britische Boulevardzeitungen Bilder, auf denen Sarah Ferguson und ihr Finanzberater John Bryan verfänglich zu sehen sind. Am 19. März 1992 erklärten Andrew und Sarah ihre Absicht, sich zu trennen. Die Scheidung fand im Mai 1996 statt. Sarah verlor das Prädikat Her Royal Highness und behielt den Höflichkeitstitel Duchess of York.

## Aufgaben und Interessen
Prinz Andrew wurde 1981, an seinem 21. Geburtstag, ein Staatsrat (englisch Counsellors of State). Staatsräte können gewisse Amtsgeschäfte und Hoheitsrechte des Königs wahrnehmen, wenn er im Ausland weilt oder anderweitig verhindert ist (zum Beispiel durch eine Krankheit). Zwei beliebige Staatsräte können den Sitzungen des Privy Council beiwohnen, staatliche Dokumente unterzeichnen oder die Empfehlungsschreiben neuer Botschafter entgegennehmen. Von 2001 bis 2011 war Prinz Andrew im Handels- und Industrieministerium als Repräsentant des Vereinigten Königreichs für internationalen Handel und Investment tätig. Dieses Amt hatte er von seinem Onkel Edward, 2. Duke of Kent, übernommen. Nachdem er unter anderem aufgrund seiner Kontakte zu einigen zwielichtigen Persönlichkeiten in die Kritik geraten war, trat er von diesem Posten zurück.
Von 2015 bis 2019 war er Kanzler der University of Huddersfield.
Der Duke ist für sein Golfspiel bekannt. Er war Captain des Royal and Ancient Golf Club of St. Andrews und Schirmherr von mehr als 20 anderen Golfclubs. Von 2000 bis 2006 war er Präsident der Football Association, des englischen Fußballverbandes. Er wurde wie alle Mitglieder der Königsfamilie Ehrenoberst verschiedener Einheiten der Streitkräfte und Schirmherr diverser Wohltätigkeitsorganisationen.

## Britischer Handelsbeauftragter

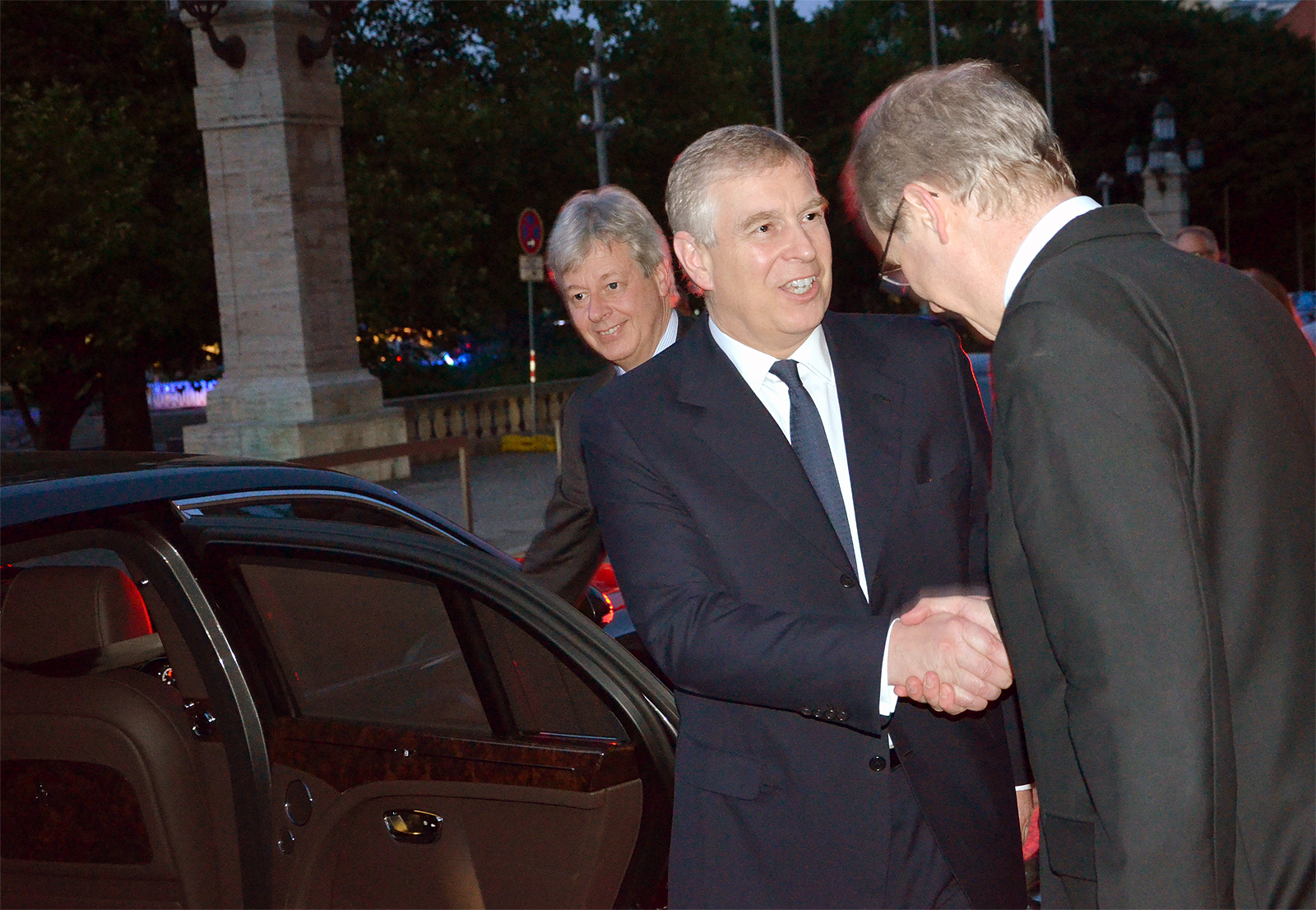
Hannover-Besuch (2014)

In seiner Rolle als der britische Handelsbeauftragte unterstützte Andrew, während er in offizieller Mission unterwegs war, die Banque Havilland, die private luxemburgische Bank seines langjährigen Freundes und Immobilien-Tycoons David Rowland, der auch ein enger Vertrauter des vormaligen Premierministers David Cameron und der größte Einzelspender der britischen Konservativen war. Nach der Veröffentlichung mehrerer kritischer Artikel, die ihm den Ruf eines Steuerflüchtlings einbrachten, konnte er den Posten als deren Schatzmeister 2010 nicht antreten. Seine Bank entstand aus den Überresten der isländischen Kaupthing Bank, die im Zuge der Finanzkrise in Island 2008–2011 Insolvenz anmeldete.
Andrew ermöglichte es der Rowland-Familie, offizielle Termine dazu zu nutzen, wohlhabende Kunden für die eigene Bank zu gewinnen. Darüber hinaus gewährte er ihnen Einsicht in geheime Regierungsdokumente. Gemeinsam mit den Rowlands gründete Andrew auch ein Unternehmen namens Inverness Asset Management; 1986 hatte er den Titel Earl of Inverness erhalten. Inverness Asset Management wurde in dem karibischen Steuerparadies British Virgin Islands angesiedelt. Ziel war, das durch die royalen Kontakte gesammelte Geld steuerfrei in einem Offshore-Fund zu verstecken.

## Vorwürfe wegen sexueller Übergriffe

### Freundschaft mit Sexualstraftäter Epstein
Prinz Andrew pflegte lange eine enge Freundschaft zu dem US-Investmentbanker und später verurteilten Sexualstraftäter Jeffrey Epstein. Er hatte ihn über die Britin Ghislaine Maxwell kennengelernt, eine Tochter des Milliardärs und Zeitungstycoons Robert Maxwell. Im Rahmen des Gerichtsprozesses in Miami gegen Epstein 2008, in dem sich dieser in zwei Fällen schuldig bekannte, Minderjährige zur Prostitution gezwungen zu haben, und deshalb zu 18 Monaten Haft verurteilt wurde, wurde Andrew von einer der Zeuginnen belastet. Demnach soll er in London und New York die damals Minderjährige bei Sexpartys missbraucht und auf Epsteins Anwesen auf seiner Privatinsel Little Saint James in der Karibik an einer Orgie mit mehreren Minderjährigen teilgenommen haben. Epstein habe der Minderjährigen gesagt, dass sie mit dem Prinzen machen solle, was immer er verlange, und ihm im Anschluss die Details zu berichten habe. Epsteins Absicht war, Erpressungsinformationen zu erhalten.
Der Spiegel berichtet dazu: „Schon damals machten Gerüchte über Pool-Partys mit Minderjährigen die Runde.“ Chris Bryant, Abgeordneter der Labour Party, nannte Andrew eine „nationale Schande“. Schließlich verlor Andrew 2011 seine Repräsentantenrolle als Außenhandelssonderbeauftragter für internationalen Handel und Investitionen der britischen Regierung. Das Königshaus und Andrew stritten die Vorwürfe ab.

### Erste Ermittlungen gegen Prinz Andrew
Im Januar 2015 forderte Bradley Edwards, der Anwalt des mutmaßlichen Opfers, Andrew auf, unter Eid zu den Vorwürfen Stellung zu nehmen. Im selben Monat leitete die „National Association for People Abused in Childhood“ (NAPAC) die von Virginia Roberts Giuffre (eine Hauptzeugin und Opfer im Fall Epstein) erhobenen Vorwürfe an Kriminaldirektor Peter Spindler bei der Metropolitan Police weiter. Eine Untersuchung der „verfügbaren Beweise“ begann. Es wurden jedoch „keine vollständigen Ermittlungen“ eingeleitet.
Im April 2015 kassierte das Gericht in Miami die Missbrauchsvorwürfe gegen Andrew. Der Richter verkündete: „Die tatsächlichen Details, mit wem die Frauen verkehrten, sind unwesentlich und gehören nicht zur Sache.“
2016 sagte die Hauptzeugin Roberts Giuffre aus, sie habe als Minderjährige Sex mit Andrew gehabt. Der Buckingham-Palast wies die Anschuldigung stets zurück.
Epstein wurde nochmals wegen Zuhälterei und Missbrauchs Minderjähriger angeklagt, diesmal in New York, und wurde am 10. August 2019 während seiner Untersuchungshaft tot in seiner Zelle aufgefunden.
Eine Woche später, am 16. August 2019, meldeten die Channel 4 News, dass die Metropolitan Police beschlossen habe, die „Untersuchung“ der Vorwürfe zum Fall Roberts Giuffre zu beenden. Die Metropolitan Police weigerte sich, Fragen zu den Vorwürfen zu beantworten und ob sie jemals Epstein, Ghislaine Maxwell, Andrew oder jemanden aus dem königlichen Haushalt befragt habe. Einen Tag später, am 17. August 2019, wurde ein Video veröffentlicht, welches zeigt, dass Andrew – auch nach Epsteins Verurteilung als Sexualstraftäter – mit ihm befreundet blieb. Es zeigt Andrew am 6. Dezember 2010, als er noch im Amt als Sonderbeauftragter für internationalen Handel und Investitionen für das Außenministerium war, in Epsteins Stadtvilla Herbert N. Straus House in der Upper East Side in New York. Andrew verbrachte damals sechs Tage in Epsteins Stadtvilla. Der Buckingham-Palast teilte mit: „Seine Königliche Hoheit verurteilt die Ausbeutung eines jeden Menschen, und die Unterstellung, er würde solches Verhalten dulden, daran teilnehmen oder dazu animieren, ist abscheulich.“

### Öffentliche Stellungnahmen von Prinz Andrew
Ende August 2019 erklärte sich Andrew bereit, mit dem FBI zu sprechen. In einer zweiten Erklärung teilte der Buckingham Palace mit: „Mitglieder der königlichen Familie werden immer angemessen mit den Ermittlern kooperieren.“ Brad Edwards, der Anwalt von Roberts Giuffre, äußerte die Hoffnung, dass Andrew nun zu einer Aussage unter Eid bereit sei: „Wir bitten seit Jahren um die Unterstützung des Herzogs.“
Am 16. November 2019 sprach Andrew in einem Interview mit Emily Maitlis für die BBC-Nachrichtensendung Newsnight über seine Verwicklung in den Epstein-Skandal. Darin bestritt er, Kontakt zu Roberts Giuffre, die für Epstein als unter Zwang handelnde Prostituierte arbeitete, gehabt zu haben. Er erklärte, er könne sich nicht erinnern, die damals Minderjährige jemals getroffen zu haben. Das einstündige Gespräch sorgte für weltweite Schlagzeilen und wurde als „ein Desaster“ bezeichnet. Andrew verhedderte sich in Widersprüche, er verlor an Glaubwürdigkeit und es führte letztlich dazu, dass er von seinen öffentlichen Ämtern zurücktrat. 2024 wurde die Verfilmung Scoop – Ein royales Interview veröffentlicht, in der Rufus Sewell Prince Andrew darstellt.
Nach dem BBC-Interview distanzierten sich Unternehmen wie die Wirtschaftsprüfungsgesellschaft KPMG, die Standard Chartered Bank und die Versicherung Aon sowie Einrichtungen wie die Bond University und RMIT University von Andrew.

### Weitere Untersuchungen, Reaktionen des Königshauses
Giuffre bekräftigte ihre Vorwürfe am 2. Dezember 2019 in einem Interview, das die BBC im Rahmen einer TV-Sondersendung ausstrahlte. Darin erklärte sie: „Das ist nicht irgendeine schäbige Sexgeschichte. Das ist eine Geschichte über Menschenhandel, das ist eine Geschichte über Missbrauch. Und es ist eine Geschichte über ein Mitglied eures Königshauses.“
Anfang Januar 2020 gab der Bundesanwalt für Manhattan, Geoffrey Berman, auf einer Pressekonferenz vor Epsteins Stadtvilla auf der Upper East Side bekannt, dass das FBI Andrew kontaktiert habe, dieser aber – trotz früherer Zusagen – zu keiner Kooperation bereit sei. Es werde keine Versuche geben, ihn zur Zeugnisabgabe zu zwingen. Nach Epsteins Tod erklärte US-Justizminister William Barr, dass die Untersuchung des bundesweiten Sexhandels durch Epstein fortgesetzt werde.
Im Mai 2020 wurde bekanntgegeben, dass Andrew das Königshaus dauerhaft nicht mehr vertreten werde. Seine Mutter Königin Elizabeth II. entzog ihm auch alle militärischen Ehrendienstgrade.

### Vereinbarung mit Virginia Roberts Giuffre
Andrew wurde am 9. August 2021 vor einem Zivilgericht in New York von Virginia Roberts Giuffre verklagt, die behauptete, er habe sie 2001 in der Villa von Jeffrey Epstein in Manhattan und an anderen Orten sexuell missbraucht. Zu dem Zeitpunkt war sie minderjährig. Andrew stritt sexuelle Kontakte zu Giuffre ab. Im Januar 2022 wurde sein Einspruch gegen die Klage abgewiesen.
Am 15. Februar 2022 wurde bekannt, dass Andrew eine außergerichtliche Einigung mit Giuffre erzielte. Im Rahmen der Einigung leistete er eine „substanzielle Spende“ in unbekannter Höhe an ihre Wohltätigkeitsorganisation. Obwohl der Vergleich kein formelles Schuldanerkenntnis oder eine Entschuldigung von Andrew enthielt, akzeptiere er nun, dass Giuffre ein Missbrauchsopfer sei, und bedaure seine Zusammenarbeit mit Epstein, der unzählige minderjährige Mädchen ausgebeutet hat.
Wie britische Zeitungen meldeten, betrug die Summe zwölf Millionen Pfund (etwa 14,4 Mio. Euro), wobei Queen Elizabeth II. rund 2,3 Mio. beisteuerte.

## Titulatur (style)
Kurzformen

Wappen von Prince Andrew, Duke of York

Standarte von Prince Andrew, Duke of York

- His Royal Highness The Prince Andrew (19. Februar 1960 bis 23. Juli 1986)
- His Royal Highness The Duke of York (ab 23. Juli 1986, nicht öffentlich benutzt seit Januar 2022)
- The Duke of York (öffentlich genutzte Form seit Januar 2022)[9]

Vollständige Form:
- His Royal Highness The Prince Andrew Albert Christian Edward, Duke of York, Earl of Inverness, Baron Killyleagh, Knight Companion of the Most Noble Order of the Garter, Knight Grand Cross of the Royal Victorian Order, Canadian Forces Decoration, Aide-de-camp to His Majesty

In Schottland war er von Mai 2007 bis 2008 als Vertreter seiner Mutter:
- His Grace The Lord High Commissioner to the General Assembly of the Church of Scotland.

## Ehrungen

### Orden und Ehrenzeichen
| Land                         | Kürzel | Orden                                                         | Jahr der Verleihung | Abb.   |
| ---------------------------- | ------ | ------------------------------------------------------------- | ------------------- | ------ |
| Vereinigtes Königreich       |        | Queen Elizabeth II Silver Jubilee Medal                       | 1977                |        |
| Vereinigtes Königreich       | CVO    | Commander des Royal Victorian Order                           | 1979                |        |
| Vereinigtes Königreich       |        | South Atlantic Medal                                          | 1982                |        |
| Vereinigtes Königreich       | AdC(P) | Personal Aide-de-camp                                         | 1984                |        |
| Norwegen                     |        | Großkreuz des Königlich Norwegischen Ordens des heiligen Olav | 1988                |        |
| Neuseeland                   |        | New Zealand Commemorative Medal                               | 1990                |        |
| Vereinigtes Königreich       |        | Queen Elizabeth II Golden Jubilee Medal                       | 2002                |        |
| Vereinigtes Königreich       | KCVO   | Knight Commander des Royal Victorian Order                    | 2003                |        |
| Kanada                       |        | Commemorative Medal for the Centennial of Saskatchewan        | 2005                |        |
| Vereinigtes Königreich       | KG     | Königlicher Ritter des Hosenbandordens                        | 2006                |        |
| Vereinigte Arabische Emirate |        | Order of the Federation                                       | 2010                |        |
| Vereinigtes Königreich       | GCVO   | Knight Grand Cross des Royal Victorian Order                  | 2011                |        |
| Vereinigtes Königreich       |        | Queen Elizabeth II Diamond Jubilee Medal                      | 2012                |        |
| Vereinigtes Königreich       |        | Queen Elizabeth II Platinum Jubilee Medal                     | 2022                | [ 68 ] |

### Sonstige Ehrungen
2013 wurde Andrew zum Fellow der Royal Society gewählt. Die Stimmzettel enthielten traditionsgemäß nur die Möglichkeit, ein „Ja“ anzukreuzen oder den Stimmzettel ungültig zu machen. Dieses Verfahren führte zu Protesten prominenter Mitglieder der Royal Society. Teilnehmer einer von 1961 bis 1962 durchgeführten Kampagne im Rahmen der New Zealand Geological Survey Antarctic Expedition benannten das Prinz-Andrew-Plateau in der Antarktis nach ihm.

## Offizielle Residenz
Prinz Andrew wohnte bis 2004 in Sunninghill Park in Windsor. 2002 gab der Buckingham Palace bekannt, dass der Prinz seine offizielle Residenz zur Royal Lodge, Windsor, dem früheren Wohnsitz seiner Großmutter, der Queen Mum, verlegen werde. Dort lebt er gemeinsam mit seiner geschiedenen Frau und seinen beiden Töchtern.

## Vorfahren
| Ahnentafel Prince Andrew, Duke of York | Ahnentafel Prince Andrew, Duke of York                                                          | Ahnentafel Prince Andrew, Duke of York                                                                                | Ahnentafel Prince Andrew, Duke of York                                                                                  | Ahnentafel Prince Andrew, Duke of York                                                                                  | Ahnentafel Prince Andrew, Duke of York                                                          | Ahnentafel Prince Andrew, Duke of York                                                           | Ahnentafel Prince Andrew, Duke of York                                                                            | Ahnentafel Prince Andrew, Duke of York                                                                            |
| -------------------------------------- | ----------------------------------------------------------------------------------------------- | --- | --- | --- | ----------------------------------------------------------------------------------------------- | ------------------------------------------------------------------------------------------------ | --- | --- |
| Ururgroßeltern                         | König Christian IX. (Dänemark) (1818–1906) ⚭ 1842 Prinzessin Louise von Hessen (1817–1898)      | Großfürst Konstantin Nikolajewitsch Romanow (1827–1892) ⚭ 1848 Prinzessin Alexandra von Sachsen-Altenburg (1830–1911) | Prinz Alexander von Hessen-Darmstadt (1823–1888) ⚭ 1851 Gräfin Julia Hauke (1825–1895)                                  | Großherzog Ludwig IV. (Hessen-Darmstadt) (1837–1892) ⚭ 1862 Prinzessin Alice von Großbritannien und Irland (1843–1873)  | König Eduard VII. (1841–1910) ⚭ 1863 Prinzessin Alexandra von Dänemark (1844–1925)              | Herzog Franz von Teck (1837–1900) ⚭ 1866 Prinzessin Mary Adelaide von Großbritannien (1833–1897) | Claude Bowes-Lyon, 13. Earl of Strathmore and Kinghorne (1824–1904) ⚭ 1853 Frances Dora Smith (1833–1922)         | Charles Cavendish-Bentinck (1817–1865) ⚭ 1859 Caroline Louisa Burnaby (1832–1918)                                 |
| Urgroßeltern                           | König Georg I. (Griechenland) (1845–1913) ⚭ 1867 Großfürstin Olga Romanowa (1851–1926)          | König Georg I. (Griechenland) (1845–1913) ⚭ 1867 Großfürstin Olga Romanowa (1851–1926)                                | Louis Mountbatten, 1. Marquess of Milford Haven (1854–1921) ⚭ 1884 Prinzessin Viktoria von Hessen-Darmstadt (1863–1950) | Louis Mountbatten, 1. Marquess of Milford Haven (1854–1921) ⚭ 1884 Prinzessin Viktoria von Hessen-Darmstadt (1863–1950) | König Georg V. (1865–1936) ⚭ 1893 Prinzessin Maria von Teck (1867–1953)                         | König Georg V. (1865–1936) ⚭ 1893 Prinzessin Maria von Teck (1867–1953)                          | Claude Bowes-Lyon, 14. Earl of Strathmore and Kinghorne (1855–1944) ⚭ 1887 Cecilia Cavendish-Bentinck (1862–1938) | Claude Bowes-Lyon, 14. Earl of Strathmore and Kinghorne (1855–1944) ⚭ 1887 Cecilia Cavendish-Bentinck (1862–1938) |
| Großeltern                             | Prinz Andreas von Griechenland (1882–1944) ⚭ 1903 Prinzessin Alice von Battenberg (1885–1969)   | Prinz Andreas von Griechenland (1882–1944) ⚭ 1903 Prinzessin Alice von Battenberg (1885–1969)                         | Prinz Andreas von Griechenland (1882–1944) ⚭ 1903 Prinzessin Alice von Battenberg (1885–1969)                           | Prinz Andreas von Griechenland (1882–1944) ⚭ 1903 Prinzessin Alice von Battenberg (1885–1969)                           | König Georg VI. (1895–1952) ⚭ 1923 Elizabeth Bowes-Lyon (1900–2002)                             | König Georg VI. (1895–1952) ⚭ 1923 Elizabeth Bowes-Lyon (1900–2002)                              | König Georg VI. (1895–1952) ⚭ 1923 Elizabeth Bowes-Lyon (1900–2002)                                               | König Georg VI. (1895–1952) ⚭ 1923 Elizabeth Bowes-Lyon (1900–2002)                                               |
| Eltern                                 | Prinz Philip von Griechenland und Dänemark (1921–2021) ⚭ 1947 Königin Elisabeth II. (1926–2022) | Prinz Philip von Griechenland und Dänemark (1921–2021) ⚭ 1947 Königin Elisabeth II. (1926–2022)                       | Prinz Philip von Griechenland und Dänemark (1921–2021) ⚭ 1947 Königin Elisabeth II. (1926–2022)                         | Prinz Philip von Griechenland und Dänemark (1921–2021) ⚭ 1947 Königin Elisabeth II. (1926–2022)                         | Prinz Philip von Griechenland und Dänemark (1921–2021) ⚭ 1947 Königin Elisabeth II. (1926–2022) | Prinz Philip von Griechenland und Dänemark (1921–2021) ⚭ 1947 Königin Elisabeth II. (1926–2022)  | Prinz Philip von Griechenland und Dänemark (1921–2021) ⚭ 1947 Königin Elisabeth II. (1926–2022)                   | Prinz Philip von Griechenland und Dänemark (1921–2021) ⚭ 1947 Königin Elisabeth II. (1926–2022)                   |
| Prince Andrew, Duke of York (* 1960)   |                                                                                                 | | | |                                                                                                 |                                                                                                  | | |